# ميشيل ريان
ميشيل كلير ريان ولدت في (22 أبريل 1984) في أنفيلد في ميدلسكس في إنجلترا، ممثلة إنجليزية ,احتلت المركز 70 من أصل 100 من النساء الأكثر جاذبية في مجلة إف إتش إم. لعبت دور زوي سليتر في المسلسل الإنجليزي الشهير إيست-إندرز (بالإنجليزية: EastEnders)‏ من العام 2000 إلى العام 2005, كما لعبت دور سيدة كريستينا دي سوزا في حلقة «كوكب الموتى» من المسلسل التلفزيوني دكتور هو (بالإنجليزية: Doctor Who)‏ و دور جيمي سومرز في نسخة 2007 من المسلسل الأمريكي بايونك وومان (بالإنجليزية: Bionic Woman)‏.

## روابط خارجية
- ميشيل ريان على موقع IMDb (الإنجليزية)
- ميشيل ريان على موقع ألو سيني (الفرنسية)
- ميشيل ريان على موقع ميوزك برينز (الإنجليزية)
- ميشيل ريان على موقع أول موفي (الإنجليزية)
- ميشيل ريان على موقع قاعدة بيانات الأفلام السويدية (السويدية)
- ميشيل ريان على موقع إن إن دي بي (الإنجليزية)
- ميشيل ريان على موقع قاعدة بيانات الفيلم (الإنجليزية)
- ميشيل ريان على موقع كينوبويسك (الروسية)